# Григорково (Сонковский район)
Григорково — деревня в Сонковском районе Тверской области, административный центр Григорковского сельского поселения.

## География
Деревня находится на берегу реки Бздыриха в 6 км на юго-восток от районного центра Сонково.

## История
В 1800 году в селе была построена каменная Благовещенская церковь с 3 престолами, метрические книги с 1799 года. Строительство церкви началось в конце XVIII века на пожертвования местного помещика капитана генерал-майорского ранга в отставке П. Ф. Бешенцова, близ которой он и был похоронен в 1797 году. 
В конце XIX — начале XX века село входило в состав Константиновской волости Кашинского уезда Тверской губернии. 
С 1929 года деревня являлась центром Григорковского сельсовета Сонковского района Бежецкого округа Московской области, с 1935 года — в составе Калининской области, с 1994 года — центр Григорковского сельского округа, с 2005 года — центр Григорковского сельского поселения.

## Население
| 1859 | 2002 | 2010 |
| ---- | ---- | ---- |
| 85   | ↗143 | ↘111 |

## Инфраструктура
В деревне имеются фельдшерско-акушерский пункт, отделение почтовой связи.

## Достопримечательности
В деревне расположена руинированная Церковь Благовещения Пресвятой Богородицы (1800).